# Rochet
Rochet era una empresa francesa en la industria de dos ruedas.

## Historia de la empresa
La empresa tenía su sede en Chaussée Périgord 134 en Amiens. Fabricó motocicletas desde 1926 hasta 1930. El nombre de la marca utilizada era "De Dion-Bouton", aunque su relación con la fábrica de automóviles De Dion-Bouton no está clara.
En ese momento, no era inusual que las empresas adquirieran y usaran los derechos de marca de otras empresas, al menos para ciertos productos. Desde 1931, Établissements Chichery de Le Blanc poseía los derechos de la marca De Dion-Bouton para vehículos de dos ruedas.
No existen conexiones conocidas de Rochet con la empresa Cycles Rochet de la cercana ciudad de Albert, con Rochet Frères de Lyon, con Rochet-Schneider también de Lyon, ni con la Société Rochet de París.

## Productos
La gama incluía motocicletas. Había modelos con motor de dos tiempos y cilindrada de 173 cc o 247 cc. Además, se menciona un motor con control de válvulas OHV y 347 cm³ de cilindrada.